# Gulf Winds
| Recensione                        | Giudizio |
| --------------------------------- | -------- |
| AllMusic                          | [ 1 ]    |
| The New Rolling Stone Album Guide | [ 2 ]    |
| Dizionario del Pop-Rock           | [ 3 ]    |
| 24.000 dischi                     | [ 4 ]    |

Gulf Winds è un album in studio della cantante statunitense Joan Baez, pubblicato nel novembre del 1976.

## Tracce
Lato A
Testi e musiche di Joan Baez.
1. Sweeter for Me – 4:30
2. Seabirds – 4:32
3. Caruso – 3:42
4. Still Waters at Night – 3:01
5. Kingdom of Childhood – 7:51

Lato B
Testi e musiche di Joan Baez.
1. O Brother! – 3:19
2. Time Is Passing Us By – 3:43
3. Stephanie's Room – 4:05
4. Gulf Winds – 10:29

## Formazione
- Joan Baez - voce, pianoforte, chitarra acustica, sintetizzatore
- Dean Parks - chitarra acustica, banjo, chitarra elettrica
- Larry Knechtel - pianoforte, Fender Rhodes, organo Hammond
- Donald Dunn - basso
- Jim Gordon - batteria, percussioni
- Malcolm Cecil - sintetizzatore, programmazione
- Sidney Sharp - violino
- Jesse Ehrlich - violoncello
- Ray Kelley - violoncello

Note aggiuntive
- David Kershenbaum - produttore (per la JCB Productions)
- Bernard Gelb - produttore esecutivo
- Registrazioni effettuate al Sound Labs di Hollywood, California
- Tommy Vicari - ingegnere delle registrazioni e del mixaggio
- Danny Vicari e Linda Taylor - assistenti ingegnere delle registrazioni
- Masterizzato al A&M Studios di Hollywood, California
- Bernie Grundman - ingegnere della masterizzazione
- Sintetizzatori registrati al Tonto Studios di Santa Monica, California
- Malcolm Cecil - programmatore sintetizzatori
- Dean Parks - arrangiamento strumenti ad arco e conduttore musicale
- Dean Parks e Joan Baez - arrangiamenti
- Roland Young - art direction
- Chuck Beeson - design album
- Johanna Van Zantwyk - fotografie
- Ringraziamento speciale a Carlos Bernal[7]